# Llotja de la Seda
La Llotja de la Seda, Llotja de València o Llotja de Mercaders és un edifici civil d'estil gòtic valencià tardà, situat a la plaça del Mercat, número 31, de València, davant l'església de Sant Joan del Mercat i del Mercat Central, al centre històric de la ciutat. L'edifici fou construït entre el 1482 i el 1548 i simbolitza, sens dubte, la puixança i riquesa del segle d'or valencià (segle xv). És una mostra de l'abast de la revolució comercial durant la baixa edat mitjana, del desenvolupament social i del prestigi aconseguit per la burgesia valenciana. El 1996, fou declarada Patrimoni de la Humanitat per la UNESCO.
La Llotja de la Seda de València, inaugurada a finals del segle xv, va començar com un mercat o borsa destinada principalment al comerç de la seda i altres mercaderies de luxe. Amb el temps, la Llotja va ampliar les seves funcions per incloure operacions financeres com préstecs i contractes d'assegurances, reflectint la creixent complexitat del comerç i la necessitat d'institucions que poguessin gestionar riscos financers i crèdit comercial.

## Una fita arquitectònica
La construcció de la Llotja, anomenada llonja al País Valencià, s'ha interpretat com el resultat de la prosperitat comercial aconseguida per València en el segle xv, com un símbol del poder de la ciutat per atraure els comerciants, en un moment en què ja s'albiraven temps difícils per a l'economia local derivats del descobriment d'Amèrica i el consegüent desplaçament del comerç de la Mediterrània cap a l'Atlàntic.

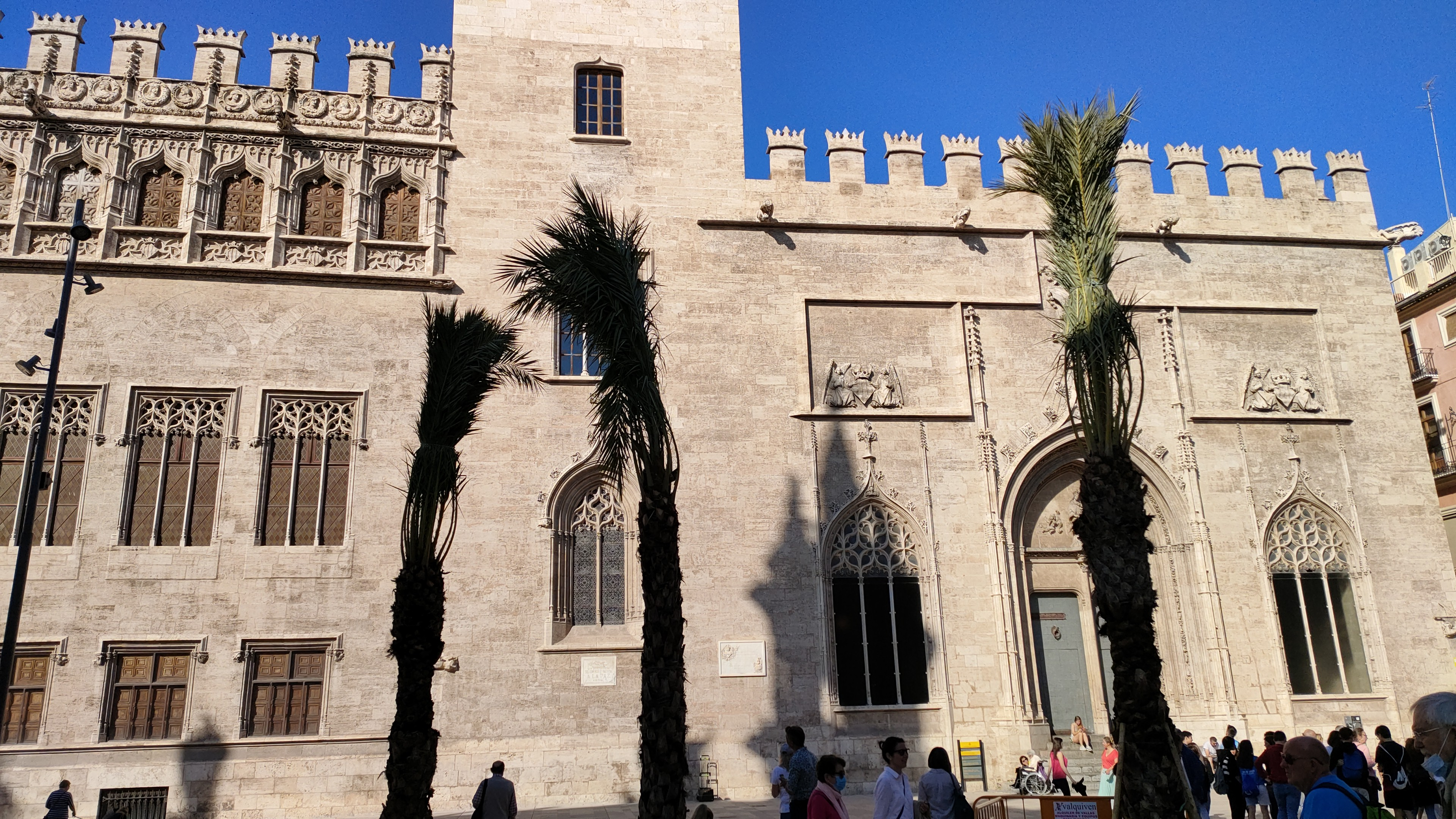
Vista exterior de la façana

Les llotges de comerç a la Corona d'Aragó es construïen seguint el mateix esquema: una sala de planta rectangular sostinguda per columnes. La de València fou precedida per la Llotja de Barcelona (1380-1392), la Llotja de Palma (1420-1448) i algun exemple sicilià no molt conegut. Entre 1541 i 1551, s'alçà la Llotja de Saragossa, del mateix tipus, però ja d'estil renaixentista. Considerant que l'esquema arquitectònic era sempre el mateix, els jurats de València van insistir en la bellesa de l'edifici. Superar la llotja de Barcelona no era difícil, perquè les solucions arquitectòniques d'aquella havien quedat antiquades pels mestres picapedrers de la darreria del segle xv. El que era un repte era superar l'esplèndida llotja de Mallorca de Guillem Sagrera, un dels grans mestres de l'arquitectura gòtica mediterrània. Inspirar-s'hi i alhora superar-la va ser la genial tasca de Pere Comte.
La Llotja és, tot plegat, el resum de les investigacions arquitectòniques realitzades, principalment per Pere Comte, al llarg del segle d'or valencià.

### Patrimoni de la Humanitat
Monument Nacional des del 1931, la UNESCO declarà la Llotja de la Seda Patrimoni de la Humanitat el 5 de desembre del 1996, com a exemple totalment excepcional d'un edifici secular en estil gòtic tardà, que il·lustra de manera esplèndida el poder i la riquesa d'una de les grans ciutats mercantils de la Mediterrània, i és considerada com un dels més brillants exemples del gòtic civil europeu. Les façanes rectangulars de pedra picada, els sumptuosos medallons renaixentistes, les artístiques escultures i gàrgoles, les perfectes proporcions de les portes i finestres, dels escuts i dels merlets, recorden l'esplendor del gòtic tardà valencià. Se situa al mateix cor de la ciutat (barri del Mercat), davant la plaça del Mercat, qualificada per nombrosos cronistes com un escenari colorista i sorollós dotat d'una sensualitat molt especial.
| «                                                                            | It is a masterpiece of late Gothic architecture. The grandiose Sala de Contratación (Contract or Trading Hall), in particular, illustrates the power and wealth of a major Mediterranean mercantile city in the 15th and 16th centuries. […] the site is of outstanding universal value as it is a wholly exceptional example of a secular building in late Gothic style, which dramatically illustrates the power and wealth of one of the great Mediterranean mercantile cities. | » |
| — UNESCO, 5 de desembre de 1996 , Declaració com a patrimoni de la humanitat | |   |

### Casa il·lustre per al bon comerç

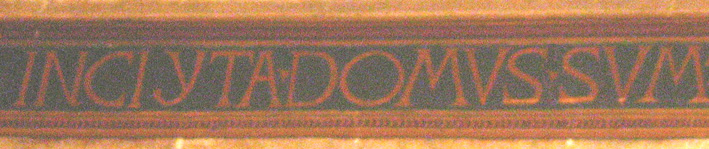
.

En només quinze anys (1483-1498), Pere Comte i els seus ajudants foren capaços d'acabar la Sala de Contractació, cos principal de l'edifici. Així consta en una franja blava que corre a la part més alta dels quatre murs, a tocar de les voltes de l'esmentada sala, i que proclama en lletres daurades sobre un fons fosc la següent inscripció en llatí (per duplicat, una primera vegada sobre els murs sud i oest, i una segona sobre els del nord i l'est):
| Inclita domus sum annis aedificata quindecim. Gustate et videte concives quoniam bona est negotiatio, quae non agit dolum in lingua, quae jurat proximo et non deficit, quae pecuniam non dedit ad usuram eius. Mercator sic agens divitiis redundabit, et tandem vita fructur aeterna. | Sóc una mansió il·lustre, construïda en quinze anys. Tasteu i vegeu, conciutadans, car bona és la negociació que no duu engany en la llengua, que jura al proïsme i no falta al jurament, que no deixa diners en usura. El comerciant que així actue abundarà en riqueses, i a la fi gaudirà de la vida eterna. |

## Precedents
El segle d'or valencià fou una etapa de gran desenvolupament econòmic i de gran influència política i cultural. Es va crear la Taula de Canvis i Depòsits, una banca municipal en suport de les operacions comercials. La indústria local, especialment la tèxtil, assolí un gran desenvolupament, i la ciutat es va convertir en un empori comercial a la qual acudien mercaders de totes les parts d'Europa. A les acaballes d'aquest segle, es va construir la Llotja de la Seda, borsa i centre de transaccions i un vertader temple del comerç, i Lluís de Santàngel, banquer valencià d'origen jueu, va sufragar el viatge a Amèrica de Cristòfor Colom.

### Filla del segle d'or
Després d'alguns anys d'inestabilitat derivats del període de successió en què la dinastia del Casal de Barcelona va ser substituïda per la castellana dels Trastàmares, al llarg del segle xv, la ciutat llueix amb tota la seua esplendor. El Cap i Casal del Regne de València se situa com la capital cultural i econòmica de la Corona d'Aragó, i esdevé una de les ciutats més importants d'Europa en aquest segle. La Llotja és un símbol de la puixança i riquesa del segle d'or de la ciutat i Regne de València.
Pel que fa a la influència política, ja des de final del segle xiv, el pes de València en la Corona d'Aragó es fa cada vegada més gran, amb personatges com ara sant Vicent Ferrer i encara més al llarg del segle xv, fins al punt que les dues úniques vegades que un bisbe hispànic va arribar a papa fou amb dos bisbes valencians: Calixt III i el seu nebot Alexandre VI, naturals de Xàtiva i pertanyents a la família Borja.
Quant a l'àmbit artístic i cultural, a banda de la Llotja, s'alçaren les Torres de Quart, la capella dels Reis del convent de Sant Doménec, l'altar major de la Seu de València, o el Palau de la Generalitat. En pintura i escultura van reeixir Joan Reixach (Jacomart), Roderic d'Osona, Paolo de San Leocadio, Vicent Macip o Damià Forment, entre d'altres, i en literatura Ausiàs March, Joan Roís de Corella, Jaume Roig, Isabel de Villena o Joanot Martorell, autor del Tirant lo Blanc. Conseqüència d'aquest auge cultural, València va albergar la segona impremta de la península, on el mestre impressor Lambert Palmart imprimí el primer llibre literari a Espanya el 1474, Les Trobes en lahors de la Verge Maria. Aparegué també el primer diccionari en llengua romànica: Liber Elegantiarum, així com el primer estudi sobre escacs. El 1499, a més, fou creada la Universitat de València.

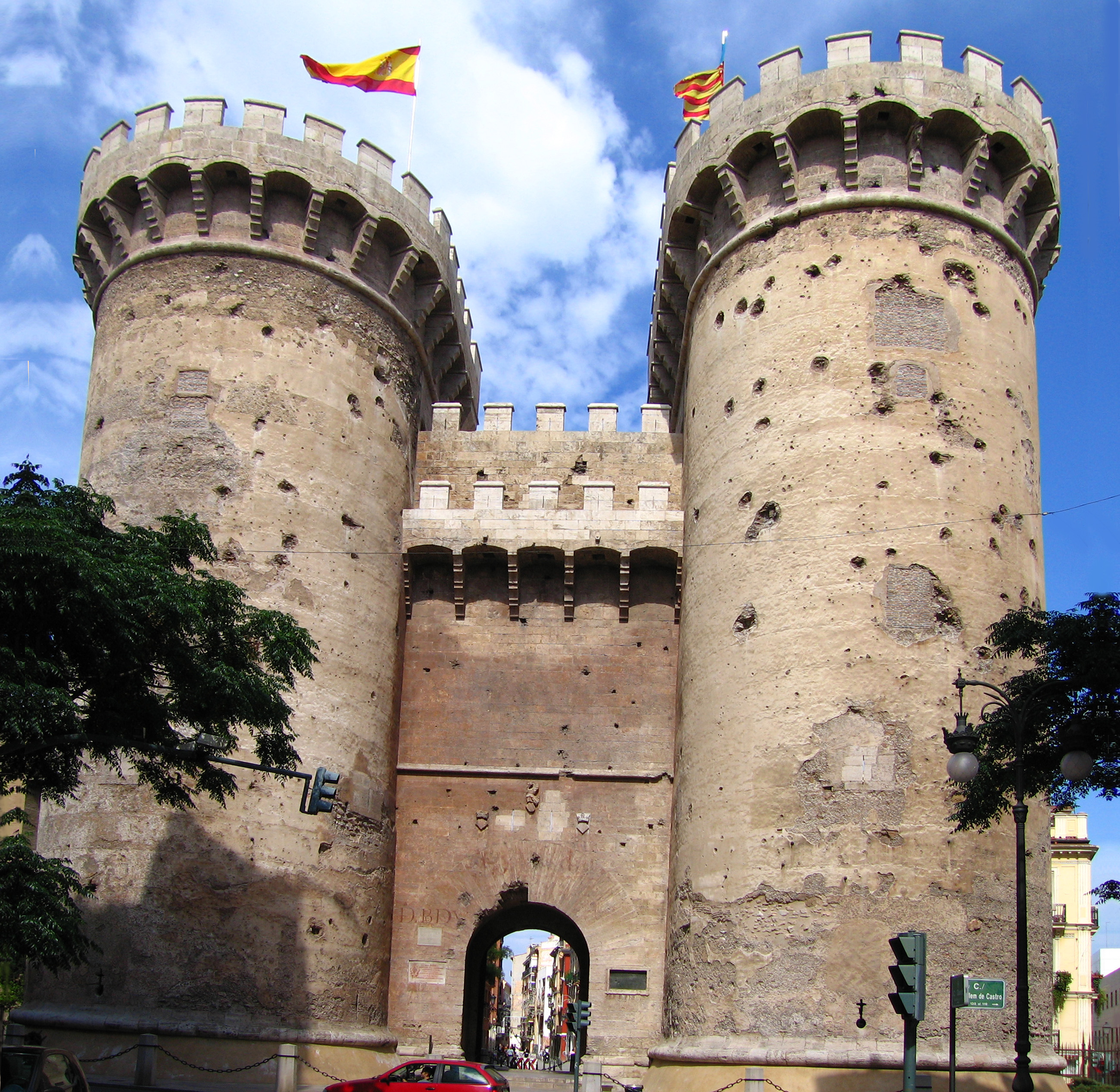
.
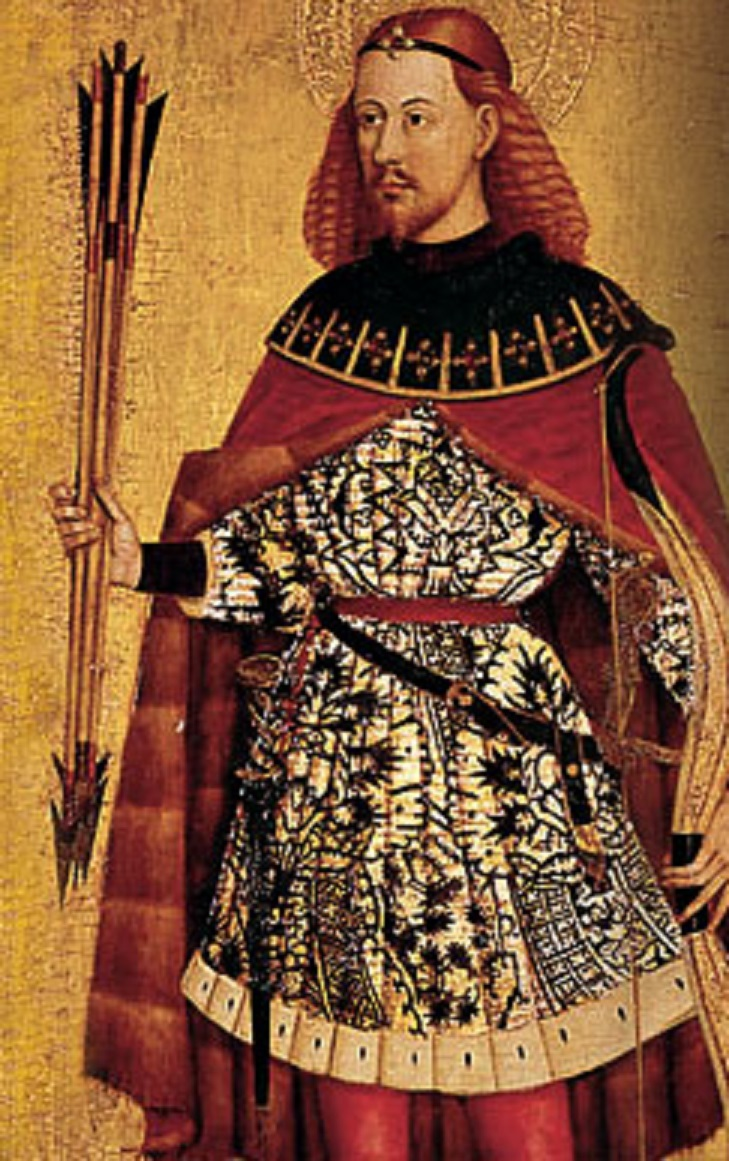
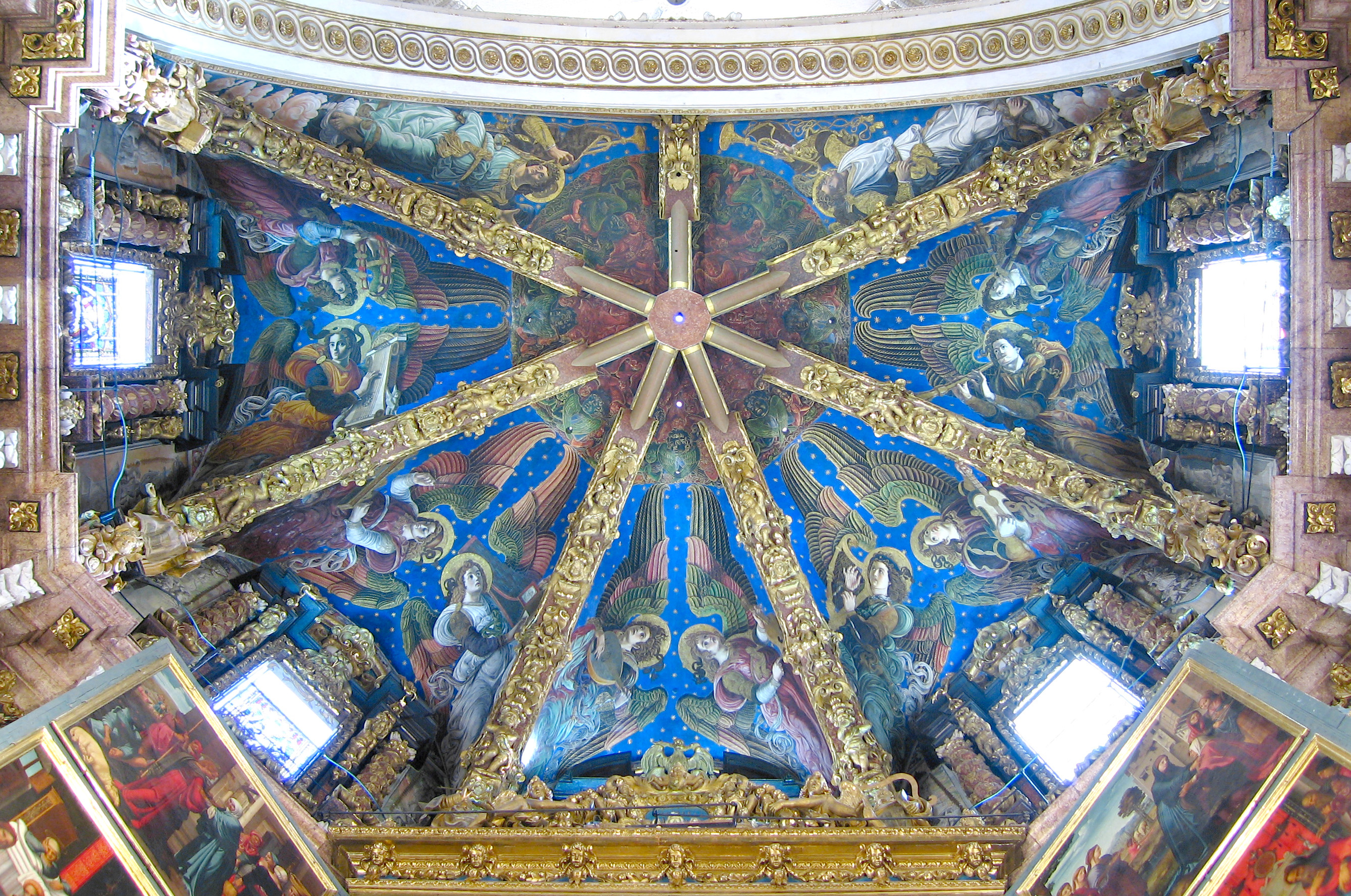
.
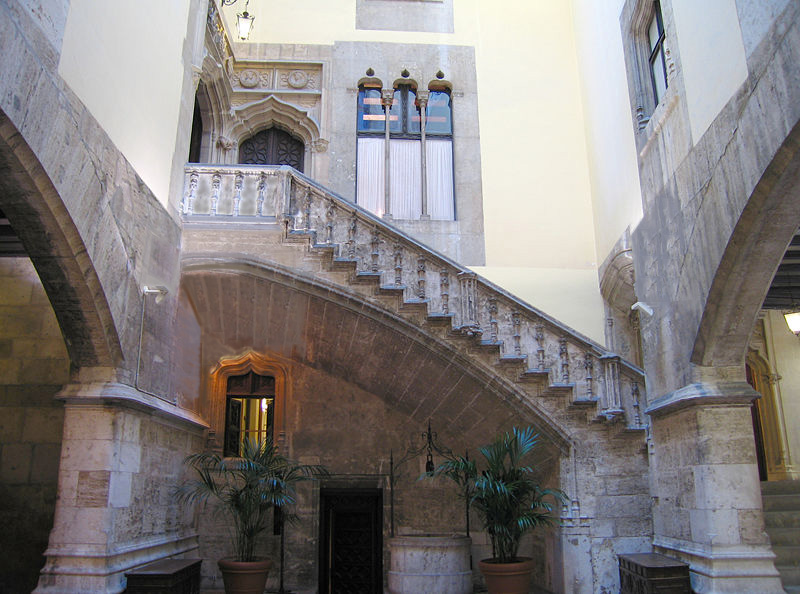
.

- Les Torres de Quart (1460).
- Imatge d'Ausiàs March per Jacomart (1460)[10]
- Volta de l'altar major de la Seu (1474).
- Pati del Palau de la Generalitat (1481).

### La Llotja de l'Oli

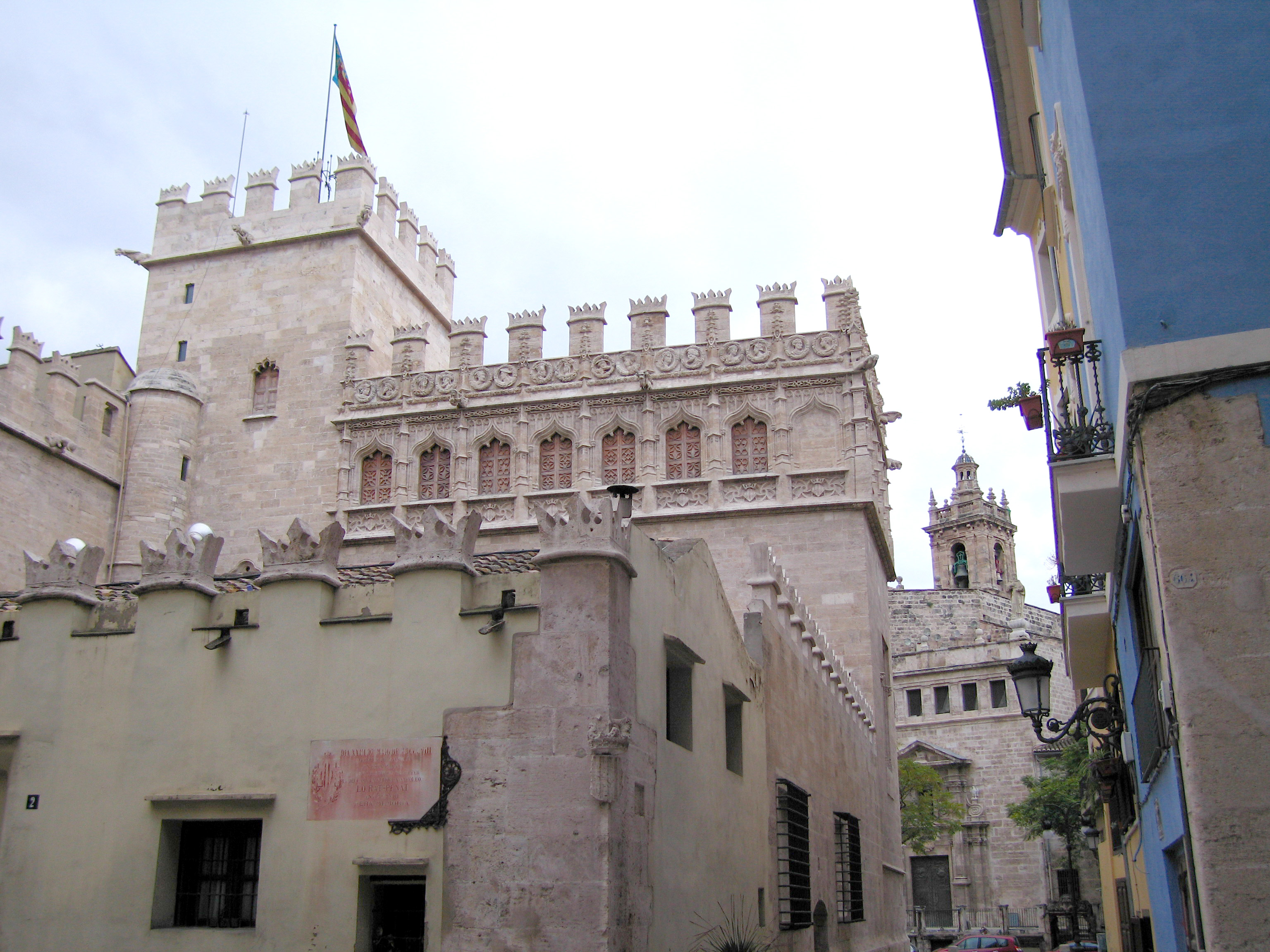
.

Vora l'actual plaça del doctor Collado, darrere de l'actual llotja, n'existia una d'anterior que, segons Sanchis Guarner, està documentada des d'abans del 1341 i rebia el nom de Llotja de l'Oli. Aquesta llotja, segons el mateix autor, era parcialment oberta, és a dir, responia a la tipologia de loggia italiana (edifici obert per un o més costats, sustentat per arcs o columnes). La seva planta era rectangular, i s'hi afegiren noves construccions el 1346, i més tard, el 1377, es tancaren amb reixes de ferro les arcades de la planta baixa. L'any 1440, els Jurats de la ciutat compraren les cases adjacents i acordaren traslladar les oficines del Pes públic a esquena de l'església de Sant Joan del Mercat; quatre anys després, s'enderrocaren els edificis que envoltaven la llotja i es procedí a la seua ampliació, durant la qual es col·locaren als cantons del nou edifici dos atlants i que popularment es conegueren com a Engonari i Engonariesa. La Llotja de l'Oli no sols s'emprava per al comerç d'aquest producte, sinó per a tota mena d'operacions mercantils.
Aquesta llotja encara existia l'any 1734, quan es va ordenar tancar amb portes tres dels seus costats. L'edifici, enderrocat durant la segona meitat del segle xix en ampliar-se la plaça, no tindria una clara unitat estilística, ja que s'edificà a partir d'afegits successius.

### Inici de les obres
La prosperitat mercantil assolida per la ciutat de València durant el segle xv motivà que, el 1469, els Jurats del Consell Municipal decidiren bastir una nova llotja:
| « | Molt bella e magnífica e sumptuosa, que sia honor e ornament d'aquesta insigne Ciutat, e los mercaders de la qual e altres havents voluntat de comerciar, tinguen afectió per exercitar-ne en l'art mercantívol e fer naus, de què en resultarà grandíssim benefici. | » |

Per bastir la nova llotja, es compraren i enderrocaren vint-i-cinc cases pròximes al mercat. L'encarregat de la construcció, que seria en pedra calcària, fou el prestigiós mestre pedrapiquer gironí Pere Comte, ajudat pel guipuscoà Joan Ivarra. Tanmateix, la primera pedra no es col·locà fins al 26 de desembre de 1482, i les obres, costejades per la ciutat, no s'iniciaren fins al 5 de febrer de 1483, com sabem gràcies a la inscripció que hi ha a l'escut de la ciutat i que es troba al cantó dels carrers de Pere Comte i de la Llotja.
Les obres havien començat amb els enderrocaments de les cases, l'adequació del vall i els lliuraments de materials al mestre d'obra de vila Francesc Biulaygua, dels quals tenim constància des del 16 de gener del 1483 i d'entrega de pedres pels pedrapiquers el 15 de febrer. El començament oficial de les obres pot considerar-se el 5 de febrer del 1483, i el 14 de març es paguen els primers jornals a Pere Comte i a Joan Yvarra «pro salarium eorum et sue comitive». El juny del 1483, es decideix pagar «…no a estalls sinó a jornals». En aquesta mateixa data, es decideix que el portal principal «…sia principiat a llavorar e les finestres que ab aquell seran contigües e tot el restant de l'enfront sia fet de pedra picada ab artificiós magisteri llavorada ab les imatges e maçoneries e fullatges». A partir d'aquest moment, van haver de començar els treballs de picapedreria. L'octubre del 1483, el mestre d'obra de vila Biulaygua acaba els seus treballs en el vall i desapareix de la documentació.

## Elements que la componen

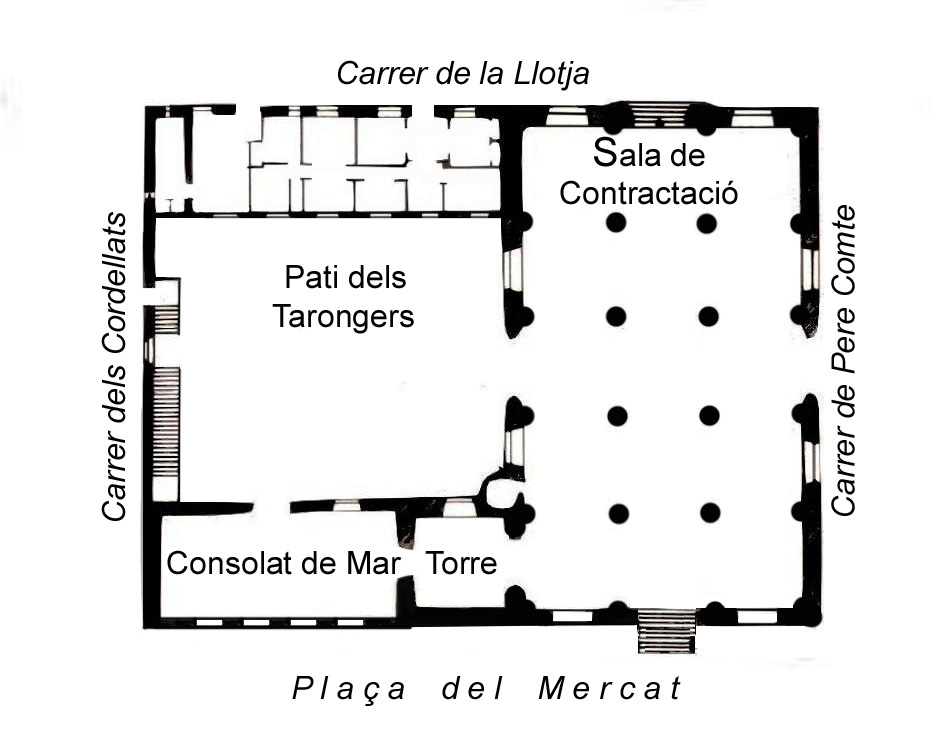
Pla de la Llotja de la Seda.

L'edifici s'adapta a un solar rectangular. Al sud, mira cap a la plaça del Mercat, a l'oest cap al carrer dels Cordellats, al nord cap al carrer de la Llotja, i a l'est cap al carrer de Pere Comte. Davant mateix, es troben el Mercat Central i l'església de Sant Joan del Mercat.
Vista des de la plaça del Mercat, la part dreta de l'edifici correspon a la llotja pròpiament dita, també coneguda com la Sala de Contractació o el Saló Columnari (1483-1498); a la seva esquerra s'alça la torre central (1483-1498), de tres cossos, emprats per a capella (el cos de baix) i presó (els dos de dalt). Encara més a l'esquerra, hi ha el cos de tres plantes del Consolat de Mar, que s'hi afegí posteriorment (1498-1548). El Pati dels Tarongers articula les tres zones de l'edifici, que ocupen més de dos mil metres quadrats en total.
Per bastir la llotja, Pere Comte s'inspirà en la Llotja de Palma, feta per Guillem Sagrera el 1448, el qual, al seu torn, s'havia inspirat probablement en l'aula capitular del convent de Sant Domingo de València, de començament del segle xiv.
La Llotja de València, però, presenta una mida i una ornamentació més gran que la mallorquina. La de València destaca per la riquesa de la decoració flamígera a les finestres, per les portes monumentals amb arcs conopials i per les petites escultures i les 28 gàrgoles, sovint amb escenes satíriques o obscenes. A més, hi ha profusió d'escuts amb els quatre pals del rei d'Aragó, entre els quals destaquen el de la clau de volta central de la Sala de Contractació i, sobretot, els que es troben als cantons de les places del Mercat i del doctor Collado, envoltats d'àngels.
|  |  |  |

### Sala de Contractació o Saló Columnari
La Sala de Contractació, realitzada entre 1483 i 1498, es divideix en tres naus longitudinals (de 35,6 m de fons) i cinc naus transversals (de 21,4 m d'ample), amb volta de creueria (a una alçada de 17,4 m), sostinguda per huit columnes helicoidals i setze pilastres del mateix tipus que sustenten les voltes. De les columnes helicoidals, d'11 metres d'alçària, ixen feixos de nervis que s'estenen sobre trams quadrats a la mateixa alçada i són quasi voltes bufades (esfèriques). Aquesta geometria esfèrica permet la multiplicació de nervis i de claus; els nervis formen una doble retícula per tram, reforçada amb nervis diagonals en cada quadrat. Les claus arriben al nombre de nou per tram.
A la Sala de Contractació, s'accedeix per unes portades formades per arcs conopials disposats entre estirats pinacles, tant a la façana principal (plaça del Mercat) com a la posterior (carrer de la Llotja). Aquests portals es formen amb feixos d'esveltes canyes prismàtiques rematades per agulles florides. Així mateix, hi ha dues portades laterals més, una que obri al carrer de Pere Comte i una altra al Pati dels Tarongers. Les façanes estan rematades amb merlets.
En tant que centre mercantil ciutadà, el Consell de la Ciutat decidí instal·lar al Saló Columnari la Taula de Canvis i Dipòsits, entitat bancària de prestigi per la seva solvència i pel volum de les operacions bancàries. Alguns han volgut veure en aquest edifici, concebut com a temple al comerç, un caràcter simbòlic, una representació del paradís, on les columnes i els feixos de nervis serien els arbres (les palmeres) i la volta la cúpula celest, que ara es mostra com a pedra nua, però que originalment estava pintada de blau amb estreles daurades.
|  |  |  |

### La torre inacabada: presó i capella

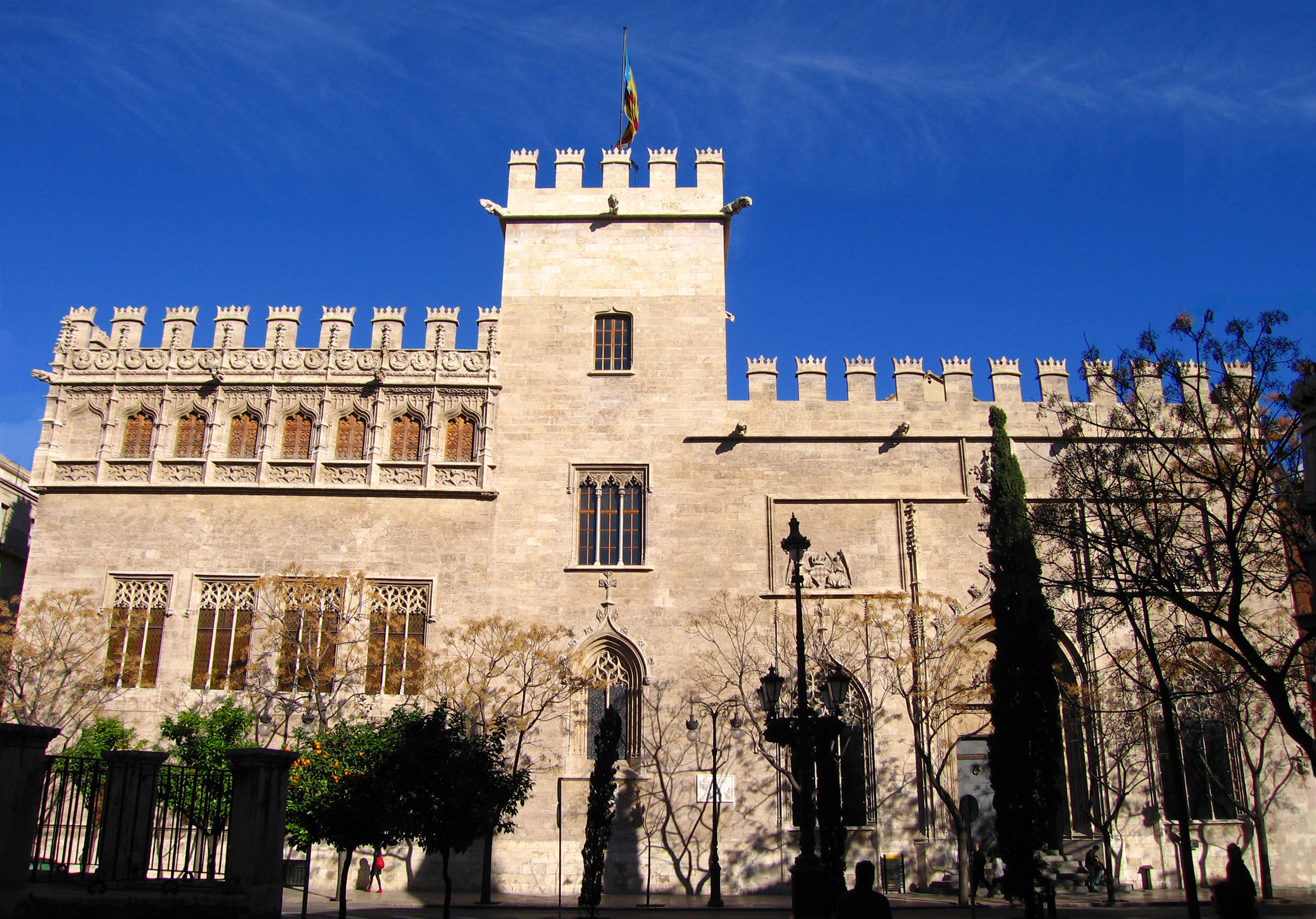
.

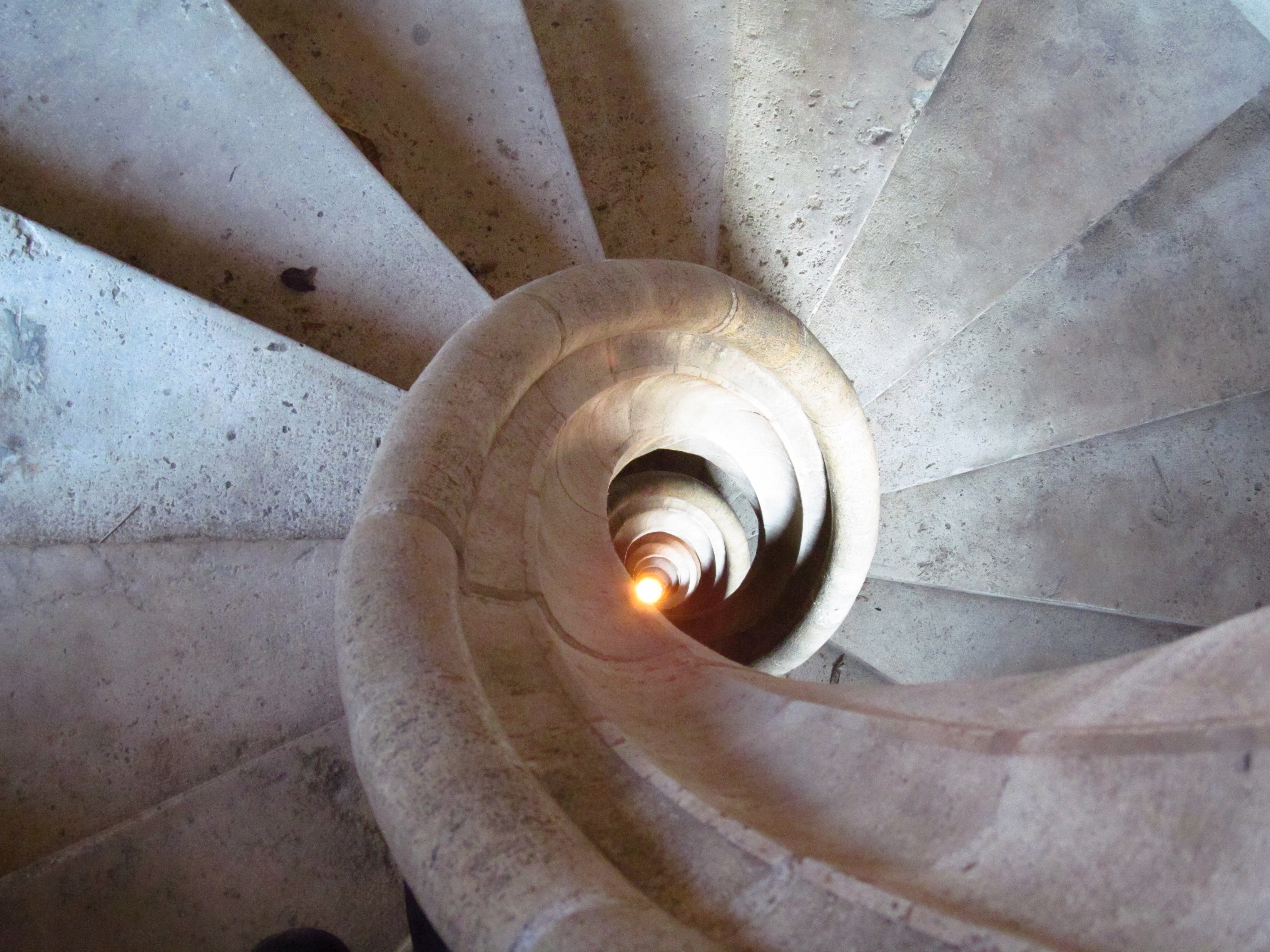
.

La torre de la Llotja, construïda a la vegada que la Sala de Contractació (1483-1498) és quadrangular i, més o menys, un terç més alta que la resta de l'edifici. El restaurador Josep Aixa li afegí els merlets que hui dia presenta, entre 1885 i 1902, inspirant-se en les cobertes emmerletades de la Sala de Contractació i del Consolat de Mar.
Des del Saló Columnari, hi ha una escala de caragol per a accedir a la torre. Per falta de condicionament, aquesta no es pot visitar, com tampoc l'escala, que és un treball de virtuosisme de Pere Comte, que demostrà el seu domini de les tècniques arquitectòniques. Aquesta esplèndida escala està formada per un caragol d'ull obert amb l'helicoide arestós, on el moviment de la pedra pareix conformar una arquitectura de fum. Aquesta escala, per la qual s'accedeix a les sales superiors de la torre, tenia originalment 110 graons, però en la restauració duta a terme per l'escultor Josep Aixa i l'arquitecte Antoni Ferrer se li n'afegiren 32, car es considerava que la torre havia quedat inacabada. L'escala que puja a la torre fa un total de quasi 26 metres d'alçària, per tal com conté 142 graons d'una mida de 18 centímetres d'alt. Els pisos de dalt de la torre es destinaven a presó per a mercaders morosos en els seus pagaments.

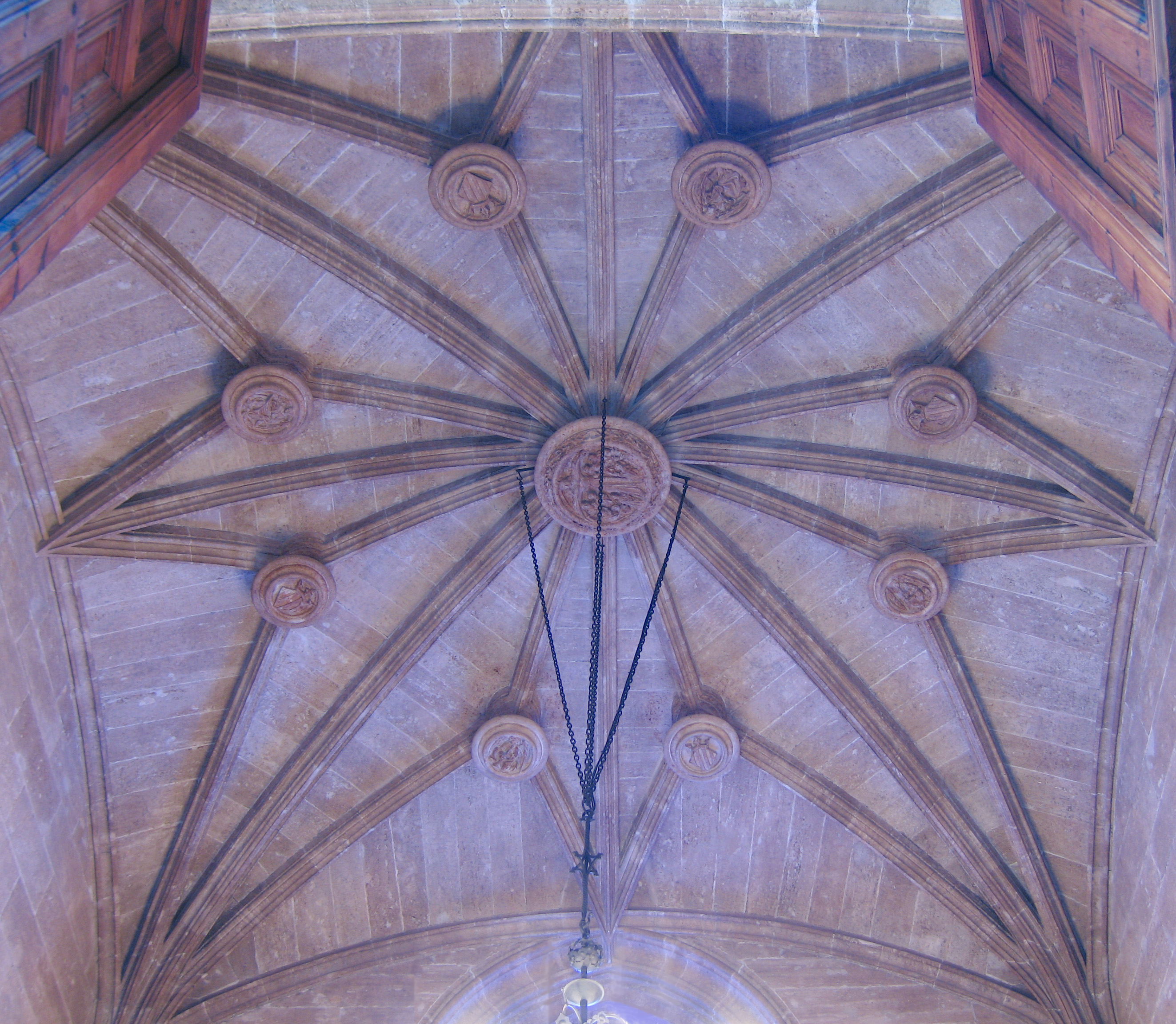
.

La planta baixa de l'edifici era la capella (1484-1486), atribuïda a Juan Guas, la qual té una volta de creueria estrelada ben original. Joan de Còrdova va cobrar 15 lliures el maig del 1484 en pagament «de les obres faedores en la capella de la llògia». El disseny d'aquesta volta de creueria de la capella, inèdit fins llavors a València, fa pensar que aquest Joan era Juan Guas, mestre d'obres del rei Ferran el Catòlic, per tal com havia emprat el mateix disseny en un edifici de Segòvia, que sí que es pot visitar. Aquesta volta consta de huit petites claus amb escuts de la ciutat i àngels músics alternant-se i envoltant una imatge de la Mare de Déu de la Misericòrdia, que es troba a la clau de volta central. El 1465, s'havien agrupat sota l'advocació d'aquesta Mare de Déu la confraria dels fabricants de seda.

### El Pati dels Tarongers

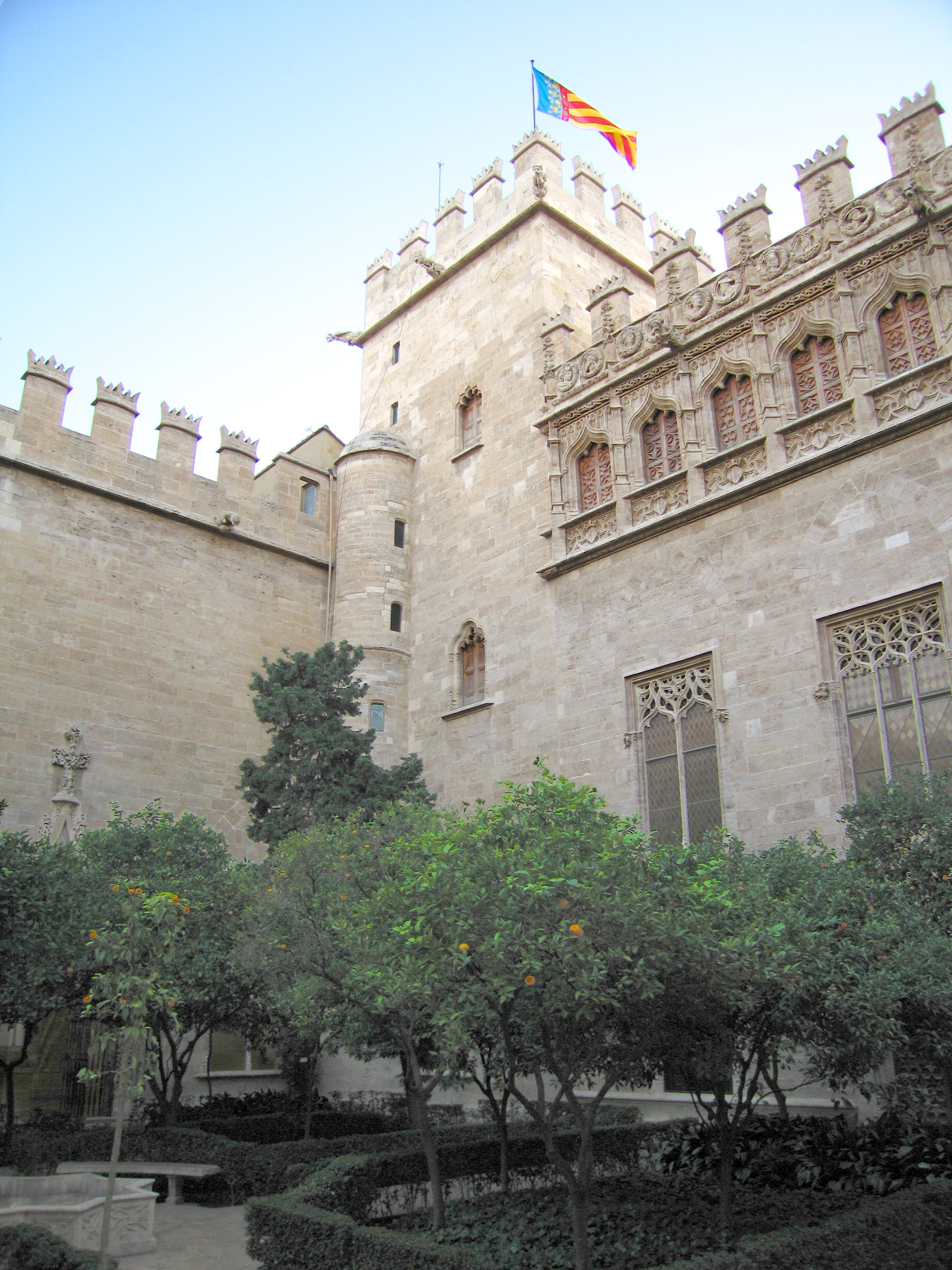
.

Un altre dels elements de la Llotja és el seu jardí, l'anomenat Pati dels Tarongers, al qual s'accedeix a través de la porta ponentina de la Sala de Contractació, plena de detalls escultòrics sorprenents. És un espai tranquil i relaxant que conté diversos tarongers i xiprers i un safareig en forma d'estrela de huit puntes, que evoca el que hi havia anteriorment. Al seu voltant, hi ha uns bancs de pedra per descansar mentre s'observen les satíriques gàrgoles, els detalls de la façana ponentina de la Sala de Contractació i els de la del Consolat de Mar, al qual s'accedeix des del mateix pati per una ampla escala de pedra a l'aire lliure. Segons Joan Fuster, en aquest petit pati se celebraven saraus i cerimònies quan venien els reis de la dinastia dels Àustries

### ElConsolat de Mar

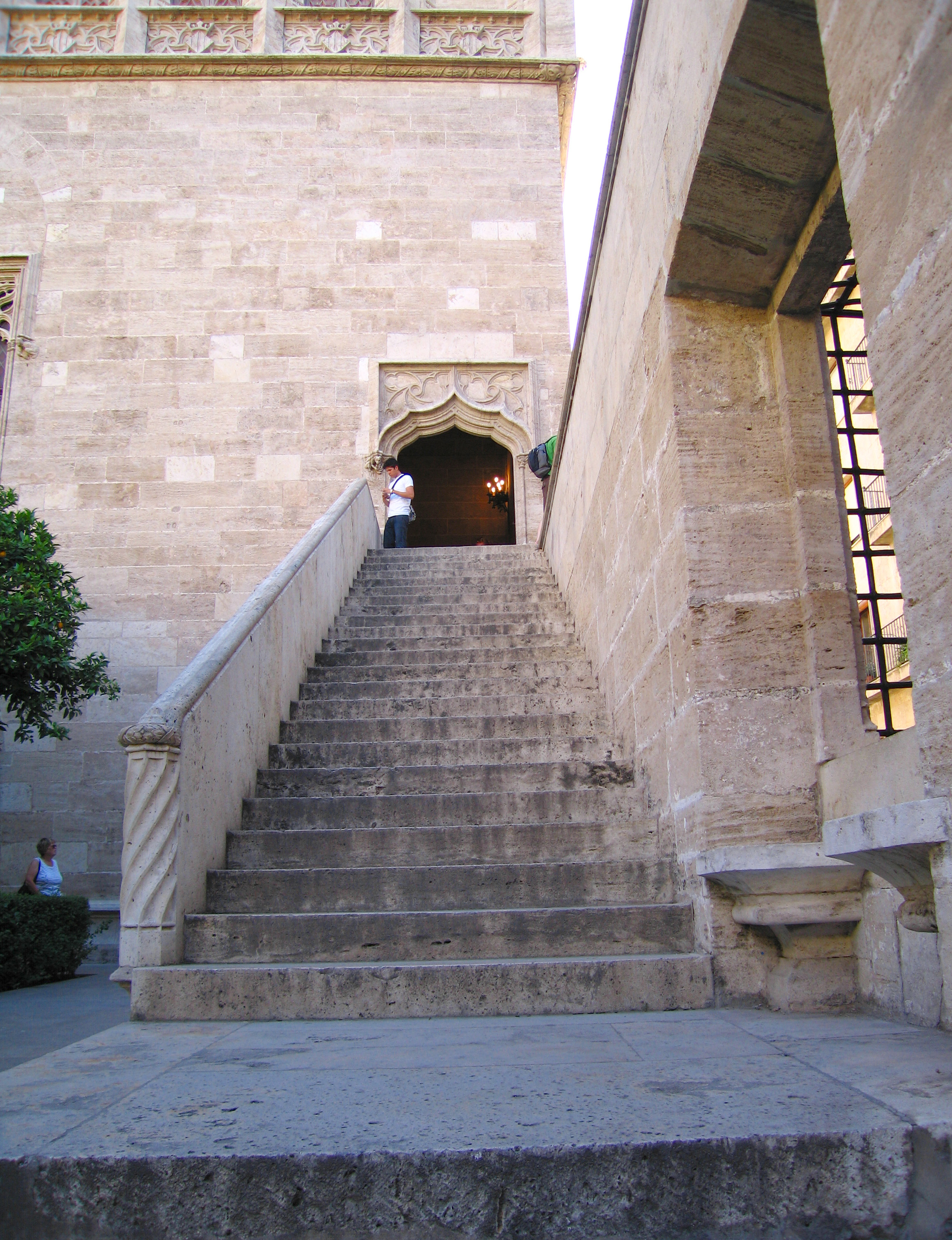
.

A l'esquerra del pati dels Tarongers, es troba el Consolat de Mar, institució creada el 1283 en què els jutges o els cònsols de comerç celebraven sessions sobre assumptes marítims i mercantils. Començat per Pere Comte, reprès a la mort d'aquell el 1506 per Joan Corbera i finalitzat el 1548 pel guipuscoà Domingo Urtiaga, aquest consolat és de planta rectangular i d'estil renaixentista i fou literalment adossat al costat ponentí de la llotja original. Segons Sanchis Guarner, el Consolat, amb una profusa i graciosa decoració bastant italianitzada, conviu en feliç maridatge amb la gòtica Sala de Contractació.
A la primera planta, on es troba la Cambra Daurada, s'hi accedeix per una escala monumental de carreus des del pati dels Tarongers. Aquesta cambra està ornamentada per un sostre gòtic —fet pel mestre d'obra de vila Joan del Poyo (1418-1428)— rescatat de l'antiga Casa de la Ciutat, en ser aquesta enderrocada durant el segle xix. Fou encaixat de manera molt satisfactòria a la Cambra Daurada cap a l'any 1921. Aquest sostre, de fusta policromada i de tal fama que vingué el mateix Alfons el Magnànim a inaugurar-lo, té centenars de peces de caràcter zodiacal, bèl·lic, grotesc, quimèric, vegetal, musical i heràldic, com ara l'escut de la ciutat de València (el cairó amb els quatre pals) que es repeteix desenes de vegades.
Més interessant encara és el fris exterior de finestres conopials de la part superior del Consolat, amb quaranta medallons de pedra que representen reis, emperadors i altres personatges de prestigi. Ací es veuen les influències renaixentistes del Consolat de Mar, concebut com un temple de la fama, idea que es remunta a l'antiguitat clàssica i que es reprèn amb el Renaixement.

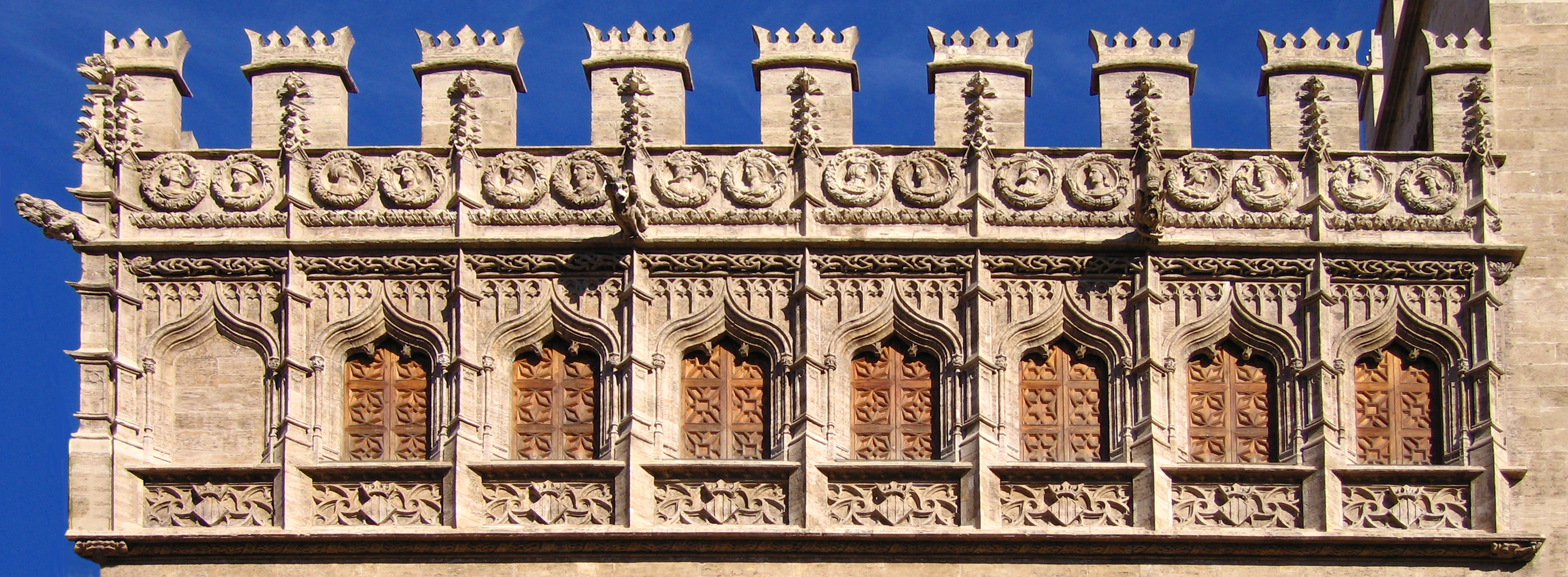
.

La planta baixa del Consolat, que s'utilitza per a exposicions i audiovisuals, té un interessant sostre d'estil renaixentista. S'hi accedeix des del pati dels Tarongers o des de la Capella.
|  |  |

## Escultura
La Llotja reuneix una esplèndida col·lecció d'escultura medieval. Impostes, sanefes, capitells, àngels sostenidors o gàrgoles van ser llavorats per escultors de molt distinta procedència, com ara Laurencius de la Picardia i Rolandus i Johan de Kassel (Alemanya), entre d'altres.

### Sàtira i obscenitat
Els detalls escultòrics de la Llotja de la Seda, presents a les portes, finestres i gàrgoles de l'edifici, són extraordinàriament deliciosos i plens de bon humor. Hi abunden les escenes satíriques i les obscenes, com es pot observar a les imatges de més avall.
|  |  |  |

|  |  |

### Heràldica
Dins la gran varietat temàtica de l'escultura de la Llotja, cal destacar les representacions heràldiques del símbol reial de la Corona d'Aragó, i de la ciutat i Regne de València, ço és, el senyal conegut tradicionalment com les quatre barres.
L'escut més bell i conegut és el que presenta un escut reial portat per dos àngels i situat al cantó entre la plaça del Mercat i el carrer de Pere Comte.
El segon escut més conegut és un de la ciutat al cantó entre els carrers de la Llotja i de Pere Comte (plaça del doctor Collado), que mostra, a més, una inscripció amb l'inici de les obres (1483), on diu:
| « | La noble ciutat i leal de Valencia ab cor [voluntat] de acabar la mia excellencia me ha començat a cinch de Febrer de l'any que corrent se comta en ver MCCCCLXXXIII [1483] | » |

|  |  |

## La plaça del Mercat

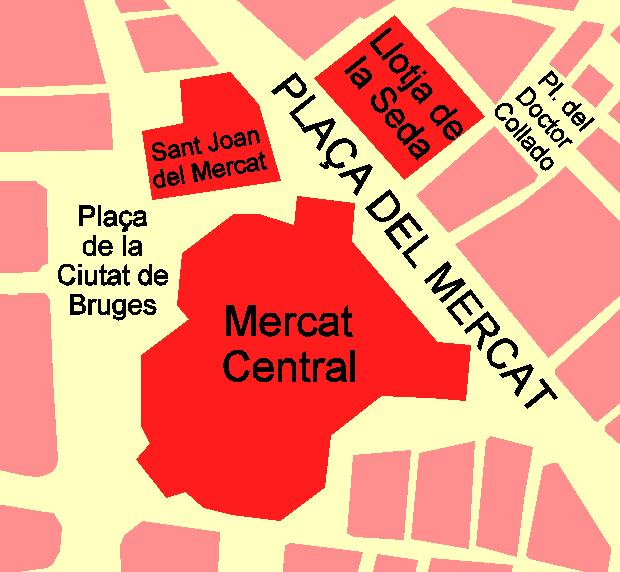
Plànol de situació de la plaça del Mercat.

Segons Joan Francesc Mira, el pla o la plaça del Mercat de València, format per la Llotja de la Seda, el Mercat Central i Sant Joan del Mercat, «és un dels òrgans essencials del cos d'aquesta ciutat». El gironí Pere Comte construí la llotja gòtica a la darreria del segle xv; els llombards Jacobo Bertessi (de Cremona) i Antonio Aliprandi (de Milà) afegiren el recobriment barroc a Sant Joan del Mercat al final del xviii; i els arquitectes barcelonins Alexandre Soler i March i Francesc Guàrdia i Vial bastiren el modernista Mercat Central al començament del xx. Joan Francesc Mira diu d'aquest conjunt tan aparentment heterogeni que «no se sap com, els tres edificis fan l'efecte de ser exactament com han de ser i ocupar el lloc que han d'ocupar, un davant o al costat de l'altre, com si haguera estat i haguera de ser sempre així».
|  |  |  |

## La seda
El nom que rep l'edifici de Llotja de la Seda deriva del fet que aquest teixit fou des del segle xiv al xviii la indústria més potent de la ciutat. En el xiv, ja hi havia seders locals, majoritàriament jueus, i més tard conversos, agrupats el 1465 en la confraria de la Mare de Déu de la Misericòrdia, sota l'advocació de la qual hi ha la capella de la Llotja, construïda entre 1484 i 1486.
Alhora que s'estava bastint la Llotja de la Seda (1483-1498), la indústria sedera de València conegué un gran auge, traduït en els 293 mestres seders censats a la ciutat el 1487. Al final del segle xvii, tan important era la seda en les transaccions comercials que la Llotja de Mercaders passà a ser coneguda com de la Seda. La segona meitat del xviii fou el moment de màxima esplendor: 25.000 persones es dedicaven a la indústria de la seda a la ciutat de València, que incloïa més de 3.000 telers. Tanmateix, a partir del 1790, començà l'ocàs de la indústria sedera de València, que mai més no tornà a reeixir. No obstant això, la llotja ha mantingut el seu nom tradicional fins als nostres dies, en homenatge a la que fou puixant indústria valentina durant tants segles.

## Què n'han dit

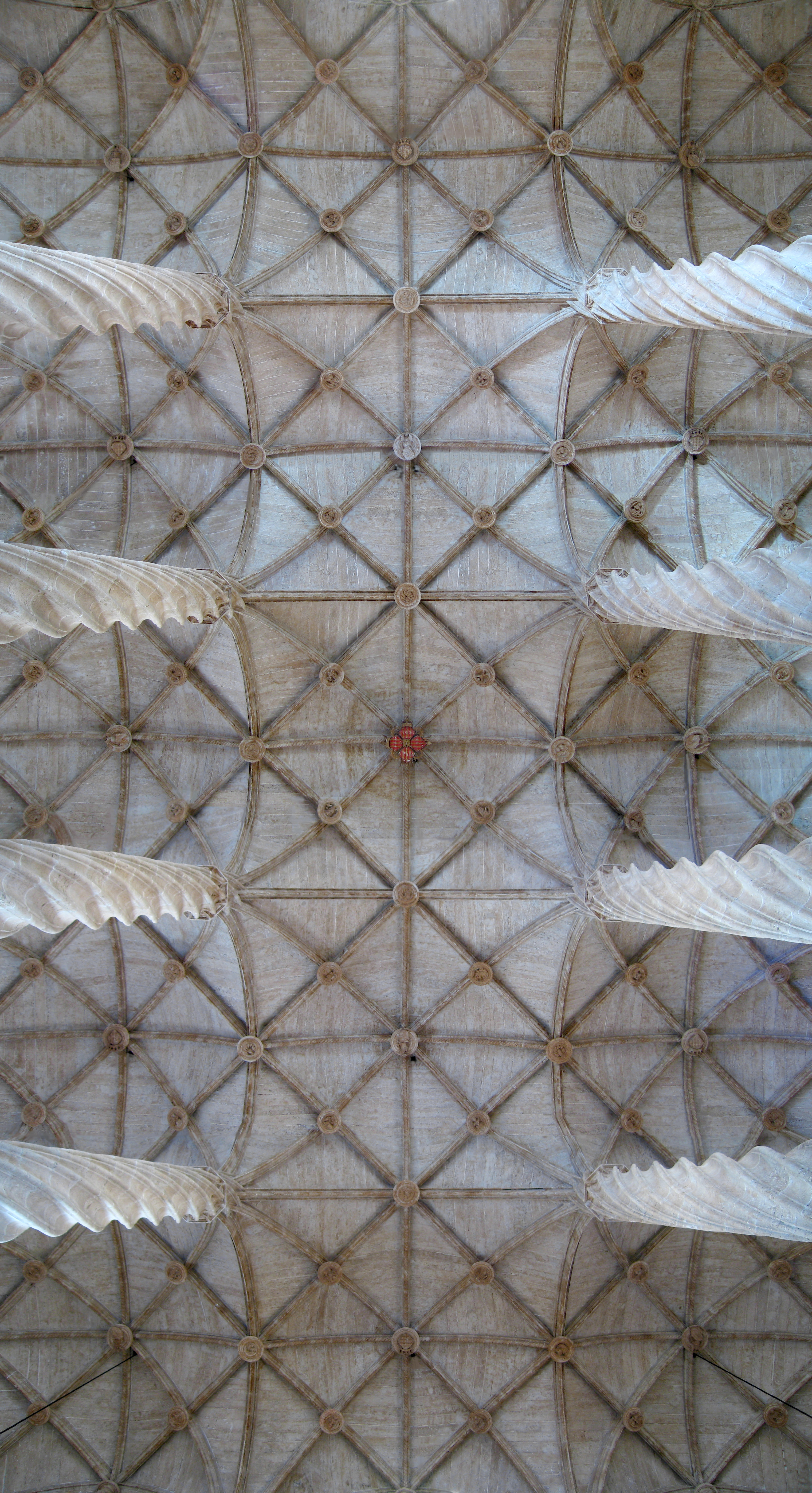
.

La Llotja de la Seda no sols és l'edifici més cèlebre de la ciutat i l'únic distingit com a Patrimoni de la Humanitat al País Valencià. El mèrit i la bellesa arquitectònica de l'edifici ha estat lloat des de ben antic.
| «                     | ... en l'actualitat s'està edificant allí una casa magnífica, que en diuen llotja, on es reuneixen tots els mercaders per tractar dels seus assumptes. És una casa alta, construïda de pedra picada i d'esveltes columnes. […] està acabada quasi fins a la sostrada [...] tindrà un hort amb variats fruits i una font corrent. Té també una torre altíssima, amb una capella, on diàriament es diran dues misses […] serà més airosa i més bella que la llotja de Barcelona | » |
| — Jeroni Münzer, 1495 | |   |

La Llotja va ser lloada fins i tot per part de persones de formació classicista, mal avinguda amb l'estil gòtic. És el cas de l'estricte crític Antonio Ponz a la darreria del segle xviii, que en digué:
«... fábrica verdaderamente magnífica […] lo mejor en la forma gótica»
i de l'acadèmic Vicent Noguera, el 1783:
«... majestuoso modelo de l'arquitectura, aunque labrado sobre gusto gótico, todo respira exactitud, proporción, elevación y grandeza»
Sanchis Guarner la va definir com:
«l'edifici públic més famós, bell i característic de la València hanseàtica, és a dir, dels burgesos mercaders. […] un dels millors monuments del gòtic civil de tot Europa».
| «             | La construïren els mercaders quatrecentistes per a sala de contractacions, i és el nostre millor gòtic civil. […] S'ha pogut afirmar amb raó que l'arquitectura valenciana magnifica les formes catalanes anteriors: les Torres de Serrans, la Porta Reial de Poblet; el Micalet, el campanar de la seu lleidatana; […] una altra llotja famosa, la de Mallorca… | » |
| — Joan Fuster | |   |

Joan Francesc Mira en diu que: 
«La Llotja o Llonja […] és de l'estil de les llotges catalanes del segle xv, com la de Mallorca, però més gran i més bella […]. I és també, o sobretot, l'espai singular i bellíssim del saló de les columnes: columnes esveltes, helicoidals, perfectes, que s'obren a vint metres d'altura per formar nervadures i voltes estrellades. Una impecable meravella, orgull de la ciutat i dels mercaders que la van construir».